# تين صوفت (آيت مزال)
تين صوفت هي إحدى مشيخات المملكة المغربية، تتبع جغرافيا لإقليم شتوكة آيت باها وإداريًا لآيت مزال. يقدر عدد سكانها بـ 432 نسمة حسب الإحصاء الرسمي للسكان والسكنى لسنة 2004.